# Carrossel Dois: Professora Helena Cantando com as Crianças
Carrossel Dois: Professora Helena Cantando com as Crianças é a segunda trilha sonora brasileira da telenovela mexicana Carrusel, lançada em 1991.

## Informações
Com o sucesso de Marlene Costa ao dublar a Professora Helena no Brasil, o SBT decidiu lançar uma segunda trilha constituída por cantigas de roda interpretadas pela dubladora e dubladores. Assim como o anterior, esse álbum foi lançado somente no país. Mesmo sendo considerado um álbum associado a novela, suas canções nunca foram executadas durante a trama.

## Faixas
| N.º            | Título | Intérprete(s)              | Duração |  |
| 1.             | "Fui Morar Numa Casinha/A Barata Diz Que Tem"                                                                                      | Marlene Costa e dubladores | 2:47    |  |
| 2.             | "O Sapo Não Lava O Pé/Da Minha Viola"                                                                                              | Costa e dubladores         | 4:23    |  |
| 3.             | "Dona Aranha/Os Sentidos/Marre-Deci"                                                                                               | Costa e dubladores         | 3:27    |  |
| 4.             | "São João Dararão/Coelhinho/Os Dedinhos"                                                                                           | Costa e dubladores         | 3:55    |  |
| 5.             | "Homenagem ao Papai: Três Letrinhas/Vamos Todos te Abraçar/Papai Capitão/O Barulho da Chavinha/Sorriso de Criança/Vamos Comemorar" | Costa e dubladores         | 2:48    |  |
| 6.             | "Os Indiozinhos/Pop Pop/Fifi" | Costa e dubladores         | 4:00    |  |
| 7.             | "Pombinha Branca/Atchim/Bata Palmas"                                                                                               | Costa e dubladores         | 3:10    |  |
| 8.             | "Homenagem aos Professores: Bom Dia/Minha Escola/A Turma Toda/A Nossa Mensagem"                                                    | Costa e dubladores         | 3:05    |  |
| 9.             | "Meu Lanchinho/Borboletinha/Sapo Jururú"                                                                                           | Costa e dubladores         | 3:22    |  |
| 10.            | "Homenagem à Mamãe: Meu Coração/Três Letrinhas/Mamãezinha do Céu/A Mamãe é Muito Boa/Canção P/ Ninar a Mamãe/Fruto do Amor"        | Costa e dubladores         | 4:18    |  |
| Duração total: | Duração total: | Duração total:             | 33:55   |  |